# Cité Hiver
Cité Hiver är en enskild återvändsgata i Quartier du Combat i Paris nittonde arrondissement. Gatan är uppkallad efter en viss M. Hiver, på vars mark gatan anlades. Cité Hiver börjar vid Avenue Secrétan 73.

## Omgivningar
- Notre-Dame-de-l'Assomption des Buttes-Chaumont
- Saint-Georges de la Villette
- Parc des Buttes-Chaumont
- Cité Jandelle
- Passage Gauthier

## Bilder
| - Notre-Dame-de-l'Assomption des Buttes-Chaumont. - Saint-Georges de la Villette - Parc des Buttes-Chaumont. |

## Kommunikationer
- Tunnelbana – linje  – Bolivar
- Busshållplats Secrétan – Buttes-Chaumont – Paris bussnät

### Webbkällor
- ”Cité Hiver”. Mairie de Paris. https://web.archive.org/web/20160303215655/http://www.v2asp.paris.fr/commun/v2asp/v2/nomenclature_voies/Voieactu/4559.nom.htm. Läst 21 januari 2024.
- ”Cité Hiver (19ème arrondissement)”. Les rues de Paris. https://web.archive.org/web/20160409124949/http://www.parisrues.com/rues19/paris-19-cite-hiver.html. Läst 21 januari 2024.